# Comté de Frederick (Maryland)
Pour les articles homonymes, voir Comté de Frederick.
Le comté de Frederick (anglais : Frederick County) est un comté de l'État du Maryland aux États-Unis. Le siège du comté est à Frederick. Selon le recensement de 2020, sa population est de 271 717 habitants.
Ce comté abrite Camp David, villégiature des présidents des États-Unis au sein du Catoctin Mountain Park.

## Géographie
Le comté a une superficie de 1 728 km2, dont 1 717 km2 de terres.
Lac Hunting Creek est dans le comté, dans le parc d'État de Cunningham Falls.